# Elizabeth (film)

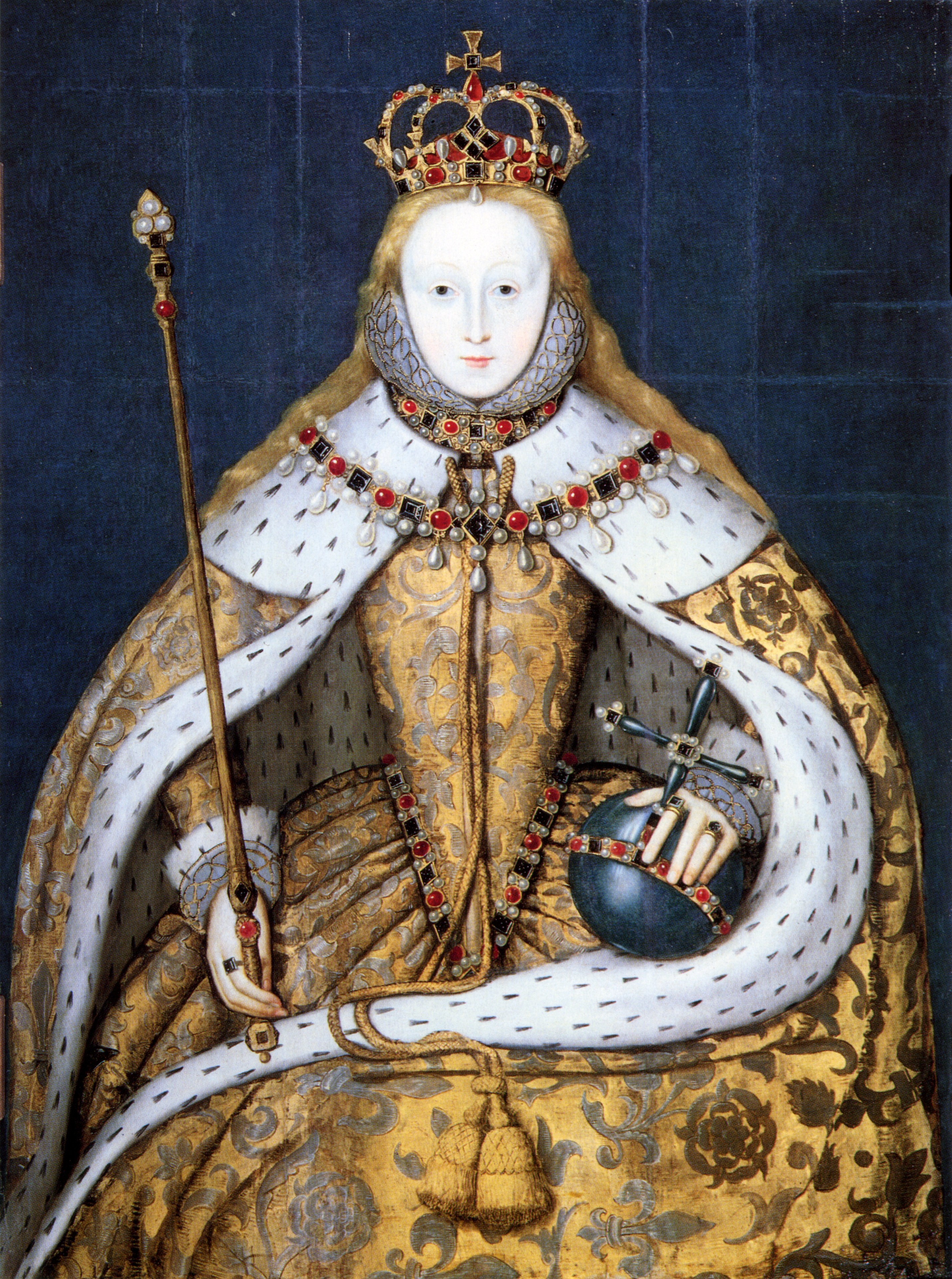
Deze historische afbeelding van de kroning van Elizabeth I is gebruikt als basis voor het kostuum dat Cate Blanchett droeg bij de kroningsscène in de film

Elizabeth is een Britse historische dramafilm uit 1998 onder regie van Shekhar Kapur. Scenarioschrijver Michael Hirst baseerde het verhaal hiervan losjes op het leven van koningin Elizabeth I van Engeland. Elizabeth won de Oscar voor beste grime en was genomineerd voor die voor beste film, beste hoofdrolspeelster (Cate Blanchett), beste cinematografie, beste art direction, beste kostuums en beste oorspronkelijke score. Daarnaast won de film meer dan dertig andere prijzen, waaronder een Golden Globe voor beste hoofdrolspeelster (Blanchett) en BAFTA Awards voor beste hoofdrolspeelster (Blanchett), beste bijrolspeler (Geoffrey Rush), beste cinematografie, beste grime, beste Britse film en beste filmmuziek.
Elizabeth kreeg in 2007 een vervolg getiteld Elizabeth: The Golden Age.

## Verhaal
In 1558 overlijdt koningin Maria I van Engeland aan een tumor in de baarmoeder, waarna haar halfzus Elizabeth de nieuwe koningin zal worden. Elizabeth zat opgesloten omdat men bang was voor een complot voor het vermoorden van Maria, maar wordt nu bevrijd uit haar gevangenschap. Het hof wil dat Elizabeth zich gauw verbindt met een edele of erfgenaam, en diverse prinsen zoals Hendrik van Anjou dingen naar haar hand. Elizabeth heeft echter het oog laten vallen op een jeugdliefde, Robert Dudley, earl (graaf) van Leicester. Haar adviseur William Cecil de Burghley weet van de affaire maar probeert de koningin toch tot een huwelijk aan te zetten, om de troon veilig te stellen.
Tijdens haar regeringsperiode krijgt ze met diverse rivalen te maken zoals de hertog van Norfolk, een katholiek die via een samenzwering de koningin wil ombrengen, en ook rivale Maria van Guise, regentes van Schotland, maakt plannen met Frankrijk de Engelse troepen aan te vallen.

## Rolverdeling
| Acteur                | Personage                             |
| --------------------- | ------------------------------------- |
| Cate Blanchett        | koningin Elizabeth I van Engeland     |
| Geoffrey Rush         | Francis Walsingham                    |
| Christopher Eccleston | Thomas Howard, 4e hertog van Norfolk  |
| Joseph Fiennes        | Robert Dudley, 1e graaf van Leicester |
| Kathy Burke           | koningin Maria I van Engeland         |
| George Yiasoumi       | koning Filips II van Spanje           |
| Emily Mortimer        | Kat Ashley                            |
| Edward Hardwicke      | Henry FitzAlan, 19e graaf van Arundel |
| Daniel Craig          | John Ballard                          |
| James Frain           | Álvaro de la Quadra                   |
| Kelly Macdonald       | Lettice Knollys                       |
| Angus Deayton         | Waad, minister van Financiën          |
| Wayne Sleep           | dansleraar                            |
| Richard Attenborough  | William Cecil, 1e baron Burghley      |
| John Gielgud          | paus Pius V                           |
| Fanny Ardant          | Marie de Guise                        |
| Vincent Cassel        | Hendrik, hertog van Anjou             |
| Éric Cantona          | Monsieur de Foix                      |

## Historische onjuistheden
- De hofdame van Elizabeth, Kat Ashley, is in de film iemand van ongeveer dezelfde leeftijd als de koningin zelf. In werkelijkheid was zij veel ouder.
- Bij Lord Burghley is het omgekeerde het geval, hij lijkt zeker een generatie ouder te zijn, maar was juist van ongeveer dezelfde leeftijd als Elizabeth.
- Lord Sussex is in de film een van de verraders die daarvoor onthoofd wordt. In werkelijkheid was hij zijn hele leven een trouwe dienaar van de koningin.
- Robert Dudley heeft ook geen verraad gepleegd, en bekeerde zich ook niet tot het katholicisme, hij werd juist steeds strikter in zijn protestantisme en kon later zelfs een puritein genoemd worden.
- Bij het verhoor van Elizabeth wordt haar toegeworpen dat het geschil tussen het katholicisme en het protestantisme de oorzaak was van de dood van haar moeder, Anna Boleyn, dit is geenszins het geval, Anna werd ter dood veroordeeld wegens beschuldigingen van overspel, incest en hekserij.
- Bisschop Gardiner leefde niet meer toen Elizabeth op de troon kwam, maar doet in deze film toch nog even mee.